# Josef Lidumil Lešikar
Josef Lidumil Lešikar (18. května 1806 Herbortice – 21. října 1887 New Ulm, Texas) byl česko-americký osadník, farmář, abolicionista, novinář a přispěvatel prvních krajanských periodik v USA. Je uváděn jako prvních českých přistěhovalců v americkém státě Texas a také byl organizátorem dvou výprav lidí z rodného Orlickoústecka do Texasu.

## Život

### Mládí
Narodil se v Herborticích nedaleko Cotkytle, poblíž Lanškrouna ve východních Čechách, v nábožensky smíšené rodině. Otec byl kalvinistou, matka římskou katoličkou. Roku 1817 se rodina na čas přestěhovala do Napajedel u Uherského Hradiště, poté se vrátila zpět na východ Čech, do osady Horní Čermná. Josef se vyučil krejčovskému řemeslu, následně pak na dva roky odešel za zkušenostmi pracovat do Uher. Aby se vyhnul vojenskému odvodu, spěšně se oženil s Terezií Šilarovou z Nepomuk. Ve vsi se posléze stal jedním z jejích nejvzdělanějších obyvatel a zastával pak pozici místního notáře a písaře (zdejší rychtář údajně neuměl ani psát). Následně se začal zapojovat do českého vlasteneckého hnutí, mj. četl české knihy a časopisy, rovněž se osobně či korespondenčně setkal se spisovatelkou Boženou Němcovou, básníkem a vydavatelem Františkem Matoušem Klácelem, tehdy třebovským evangelickým farářem Bedřichem Košutem a dalšími členy někdejšího spolku Svornost založeného Karlem Havlíčkem Borovským.

### Rok 1848
V rámci revolučních událostí roku 1848 a 1849 v Rakouském císařství agitoval ve svém rodném kraji za zvolení dvou českých poslanců do tzv. Kroměřížského sněmu, a sice A. L. Šlesingera v Ústí nad Orlicí, a lékaře Dr. Rybičky v České Třebové. Oba kandidáti se však stali z vůle lidu nakonec jeho náhradníky a sněm se kvůli dalším revolučním událostem, především Pražskému červnovému povstání, neuskutečnil.
Kvůli politickému angažmá a kontaktům s bývalými členy s Svornost byl pod dohledem rakouské policie a čelil politickým perzekucím. Což jej s manželkou přimělo k myšlenkám na emigraci. Odmítli možnost možného vystěhování do oblasti Banátu u hranic se Srbskem, na základě dopisu původem českoněmeckého faráře Josefa Arnošta Bergmanna vyzývajícího k emigraci do amerického státu Texas. O prvním vystěhování uvažovali již v rámci tzv. Valentinovy výpravy, údajně prvního emigrantského odjezdu z východních Čech a Moravy, kvůli nerozhodné paní Lešikarové však odjezd neuskutečnili. Dobrá polovina členů této výpravy posléze zemřela na emigranty přeplněné zaoceánské lodi Maria vinou zkaženého jídla poté, co byli podvedeni zprostředkovatelem cesty. Lešikar se nicméně myšlenky české emigrace do USA nevzdal: z jeho invence byl v Klácelových Moravských novinách otištěn roku 1852 Bergmannův dopis, který následně vyvolal výraznou emigrační vlnu českých a moravských osadníků do Texasu, mj. z Valašska a dalších evangelických oblastí.

### V USA
K odjezdu do Spojených států se nakonec po manželčině svolení jali Lešikarovi spolu s dalšími 16 nebo 17 rodinami. Lešikar měl z Čermné a okolí přesvědčit na 110 zdejších lidí, ale k cestě do Texasu se jich však nakonec vydalo jen 66. Z Brém vypluli v říjnu 1853 na německé lodi Suwa, která je s mezipřistáním převezla do texaského přístavu Galveston, odkud je parník převezl do Houstonu a pak se rodiny přesunuly s volskými povozy do městečka Cat Spring. Poblíž Nelsonville pak začala rodina obhospodařovávat vlastní farmu, kterou si Lešikar zbudoval se svými čtyřmi syny. Na začátky živobytí v Texasu sám Lešikar vzpomínal jako na velmi těžké a náročné období jeho života. I ve Spojených státech pak pokračoval v aktivitách okolo české krajanské komunity. Když v lednu 1860 vyšlo v St. Louis první číslo Národních Novin, vůbec druhého česky psaného krajanského periodika v USA, zpočátku vedeného redaktorem J. B. Erbenem, dostal se s jeho vydavateli do kontaktu a následně se stal jednatelem tohoto listu pro celý Texas.

### Americká občanská válka
Byl přesvědčeným abolicionistou, tedy kritikem otroctví, za což čelil v Texasu šikaně, politické persekuci a výhrůžkami smrtí. V tomto duchu byly vydávány také Národní Noviny, včetně podpory prezidentské kandidatury Abrahama Lincolna, což ještě více zvýšilo napětí okolo jeho osoby poté, co se Texas stal součástí Konfederovaných států amerických. Z hospodářství musel odvádět válečné dávky, farma byla texaskými milicionáři opakovaně vyrabována. Jeho synové byli násilně odvedeni do armády Konfederace, podařilo se jim však záhy uprchnout a po zbytek války se skrývali v lesích poblíž rodinné farmy. Nejmladší syn byl z války propuštěn a uprchl do Mexika, kde se však tragicky zemřel. Uvádí se také, že Lešikar měl údajně dopomoci několika uprchlým otrokům k cestě za svobodou na americký Sever, což ho v té době málem stálo život.
Po skončení války roku 1865 pak pokračoval v hospodaření na rodinné farmě v Nelsonville a posléze dosáhl jistého jmění díky pěstování bavlny.

### Úmrtí
Josef Lidumil Lešikar zemřel 21. října 1887 v Nelsonville ve věku 81 let a je pohřben na hřbitově v New Ulmu společně se svou manželkou.